# Las cuecas del tío Roberto (EP)
Las cuecas del tío Roberto es un EP de los cantautores chilenos Ángel Parra y Roberto Parra, lanzado originalmente en Chile en 1971. Corresponde al cuarto EP de Ángel como solista, y es un preludio del álbum homónimo del año siguiente. Está conformado por una colección de cuecas compuestas por Roberto Parra, hermano de Violeta Parra y tío de Ángel.

## Lista de canciones
Toda la música compuesta por Roberto Parra. 
| Cuecas |                              |          |  |
| N.º    | Título                       | Duración |  |
| 1.     | «El cabritilla»              |          |  |
| 2.     | «El conventillo»             |          |  |
| 3.     | «La ronda»                   |          |  |
| 4.     | «Quisiera ser como el perro» |          |  |
| 5.     | «Sin pasaporte»              |          |  |
| 6.     | «El charifate»               |          |  |